# Rellen in Baltimore 1812
De rellen in Baltimore van 22 juni tot 29 juli 1812 vonden plaats in het begin van de Oorlog van 1812. De rellen ontstonden nadat de federalistische staatsman Alexander Contee Hanson zich in zijn krant negatief had uitgesproken over de oorlogsverklaring van de Verenigde Staten tegen het Verenigd Koninkrijk, die de Oorlog van 1812 inluidde.

## Verloop

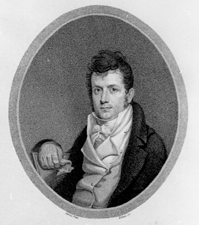
Alexander Contee Hanson, oprichter van de krant Federal Republican.

Nadat Amerikaans president James Madison op 18 juni 1812 de oorlog had verklaard aan het Verenigd Koninkrijk, uitte de extreem-federalistische krant Federal Republican, die in Baltimore haar hoofdkantoor had, daarop stevige kritiek. Vervolgens braken er rellen los in de stad, waarbij het hoofdkantoor van de krant werd vernield. In de weken erna brachten de rebellen vernielingen aan bij (veronderstelde) Britsgezinde bevolking, wat specifiek vooral neerkwam op de vrije zwarte bevolking, protestante Ieren, Spanjaarden en Portugezen.
De oprichter van de Federal Republican, Alexander Contee Hanson, verplaatste de werkzaamheden voor korte tijd naar Georgetown bij Washington, D.C., maar keerde vervolgens in Baltimore terug in een pand aan Charles Street. Hij verschanste zich hier met 22 medestanders, en het pand werd goed afgesloten. Het gebouw werd omsingeld door rellende tegenstanders, die het pand probeerden binnen te komen. Op 28 juli losten Hanson en zijn metgezellen schoten op de menigte. Hierbij kwam minimaal een opstandeling om het leven. Hanson werd de dag erna, op 29 juli, gearresteerd en gevangengenomen. 's Avonds bestormden de relschoppers de gevangenis en vielen Hanson aan. Hij liep hierbij onherstelbaar letsel op, en een man die hem wilde bijstaan, James Lingan, kwam om het leven. Andere medestanders liepen net als Hanson ernstig letsel op of werden met pek en veren door de stad gevoerd. Het idee om Hansons huis te beschieten werd niet uitgevoerd vanwege de aanwezigheid van de burgemeester en andere overheidsdienaars.

## Mob Town
Hanson zette zijn werkzaamheden later opnieuw voort in Georgetown. De Federal Republican duidde Baltimore in november van dat jaar aan met Mob Town, een term die de (anti-federalistische) krant Baltimore Riot vervolgens ook meerdere keren gebruikte. De naam Mobtown bleef door de vele daaropvolgende oproeren in de stad in gebruik. De stad Baltimore probeerde de bijnaam van zich af te schudden, maar deze werd door inwoners meer en meer als geuzennaam aangenomen.